# Край на Втората световна война в Европа
Последните битки в Европа през Втората световна война, както и германската капитулация пред Съюзниците, се състоят в края на април и началото на май 1945 г.

## Времева линия
Съюзническите сили започват да вземат голям брой пленници от Оста: Общият брой на пленниците, задържани на Западния фронт през април 1945 г. от западните съюзници е 1 500 000. През април са заловени най-малко 120 000 германски войници в последната кампания на войната в Италия. През три-четири месеца до края на април над 800 000 германски войници се предават на източния фронт. В началото на април в западната част на Германия са установени първите управлявани от съюзници лагери, в които се държат стотици хиляди заловени сътрудници на Оста. Върховният щаб на съюзническите експедиционни сили (ШАЕФ) прекласифицира всички като разоръжени войници, а не военнопленници. Правната фикция заобикаля разпоредбите на Женевската конвенция от 1929 г. относно третирането на бивши бойци. До октомври хиляди загиват в лагерите от глад и болести.
Освобождаване на нацистки концентрационни лагери и бежанци: Напредването в Германия разкрива многобройни нацистки концентрационни лагери и съоръжения за принудителен труд. До 60 000 затворници се намират в Берген-Белсен, когато е освободен на 15 април 1945 г. от британската 11-а бронирана дивизия. Четири дни по-късно войници от 42-ра пехотна дивизия откриват Дахау. Съюзническите войски принуждават останалите СС-пазачи да съберат труповете и да ги поставят в масови гробове. Поради лошото физическо състояние на затворниците, хиляди продължават да умират след освобождението. Впоследствие заловените пазачи са съдени в съдилищата за военни престъпления, където мнозина са осъдени на смърт. Обаче до 10 000 нацистки военнопрестъпници бягат от Европа, използвайки организации като ODESSA.
Германски сили напускат Финландия: На 25 април 1945 г. последните германски формации се оттеглят от Лапландия в окупирана Норвегия.
Смъртта на Мусолини: На 25 април 1945 г. италианските партизани освобождават Милано и Торино. На 27 април 1945 г., когато съюзническите сили са близо до Милано, италианският диктатор Бенито Мусолини е заловен от италиански партизани. Спорно е дали той се опитва да напусне Италия за Швейцария (през прохода Спюген) или пътува с германския батальон. На 28 април Мусолини е екзекутиран в Джулино (гражданска енория на Мезега); останалите привлечени от него фашисти са отведени до Донго и екзекутирани там. След това телата са откарани в Милано и провесени в Пиацале Лорето на града. На 29 април Родолфо Грациани предава всички фашистки въоръжени сили в Касерта. Грациани е министър на отбраната на Италианската социална република на Мусолини.
Смъртта на Хитлер: На 30 април, когато битката за Нюрнберг и битката за Хамбург, завършват с американска и британска окупация, в допълнение към битката за Берлин, която обгражда града, заедно с неговия авариен маршрут, осъзнавайки, че всичко е изгубено и не желаейки да понесе съдбата на Мусолини, германският диктатор Адолф Хитлер се самоубива в своя бункер заедно с Ева Браун, негова съпруга, за по-малко от 40 часа преди съвместното им самоубийство. В своята воля Хитлер уволнява Херман Гьоринг, негов втори командващ и министър на вътрешните работи Хайнрих Химлер, след като те се опитват да се възползват да вземат властта на разпадащия се Трети райх. Хитлер назначава своите наследници по следния начин: адмирал Карл Дьониц като новият Райхспрезидент (Президент на Германия) и Йозеф Гьобелс като новият Райхсканцлер (Канцлер на Германия). Гьобелс обаче се самоубива на следващия ден, оставяйки Дьониц като единствен лидер на Германия.
Германските сили в Италия се предават: На 29 април, ден преди смъртта на Хитлер, оберстлейтенант Швейниц и щурмбанфюрер Венер, упълномощени представители на Хайнрих фон Фитингоф и Карл Волф, подписват документ за предаване, след продължителни неупълномощени тайни преговори със Западните съюзници, които са разглеждани със сериозно подозрение от Съветския съюз, че се опитват да постигнат отделен мир. В документа германците се споразумяват за прекратяване на огъня и предаване на всички сили под командването на Фитингоф в 14:00 часа на 2 май. Съответно, след малко горчиви спорове между Волф и Алберт Кесеринг в ранните часове на 2 май, почти 1 000 000 войника в Италия и Австрия се предават безусловно на британския маршал Сър Харолд Александър.
Германските сили в Берлин се предават: Битката за Берлин приключва на 2 май. На тази дата генерал Хелмут Вайдлинг, командир на Берлинската отбрана, безусловно предава града на генерал Василий Чуйков от съветската армия. В същия ден офицерите, които командват двете армии на север от Берлин (генерал Курт фон Типелскирх, командир на германската 21-ва армия и генерал Хаско командир на 3-та танкова армия), се предават на западните съюзници.
Германските сили в Северозападна Германия, Дания и Холандия се предават: на 4 май 1945 г. британският маршал Бернар Монтгомъри приема безусловната капитулация в Люнебург от генерал-адмирал Ханс-Георг фон Фридебург и генерал Еберхард Кинцел от всички германски сили „в Холандия, в Северозападна Германия, включително Фризийските острови и в Хелголанд, както и в другите острови, в Шлезвиг-Холщайн и в Дания... включва всички военноморски кораби в тези райони“. Броят на немските сухопътни, морски и въздушни сили, участващи в това предаване, възлиза на 1 000 000 души. В 16:00 часа генерал Йохан Бласковиц, немският главен командир в Холандия, се предава на канадския генерал Чарлс Флъкс в холандския град Вагенинген.
Германските сили в Бавария се предават: В 14:30 часа на 4 май 1945 г., генерал Херман Фьорш предава всички сили между бохемските планини и река Горна Ин на американския генерал Джейкъб Дивърс, командир на американската 6-а армия.
Централна Европа: На 5 май 1945 г. чешката съпротива започва Пражкото въстание. На следващия ден руснаците започват офанзивата в Прага. В Дрезден гаулайтер Мартин Мучман публикува изявление за мащабна немска офанзива на Източния фронт. В рамките на два дни Мучман изоставя града, но е заловен от съветските войски, докато се опитва да избяга.
Предаване на Херман Гьоринг: На 6 май вторият високопоставен след Хитлер, Херман Гьоринг се предава на американския генерал Карл Спаац.
Германските сили във Вроцлав се предават: В 18:00 часа на 6 май, генерал Херман Нихоф, обсаден в продължение на месеци, се предава на руснаците.
Йодл и Кайтел се предадат: Тридесет минути след падането на „Крепост Бреслау“ (Fortress Breslau), генерал Алфред Йодл пристига в Реймс и, следвайки инструкциите на Дьониц, предлага да се предадат всички сили на западните съюзници.
Германските сили на нормандските острови се предават: В 10:00 на 8 май, Нормандските острови са информирани от германските власти, че войната е свършила. Британският премиер Уинстън Чърчил прави радиопредаване от 15:00 по време на което той обявява: „Войната ще приключи официално една минута след полунощ тази вечер, но в интерес на спасяването на човешкия живот „прекратяването на огъня“ започна вчера.